# Leopoldo di Borbone-Due Sicilie (principe di Salerno)

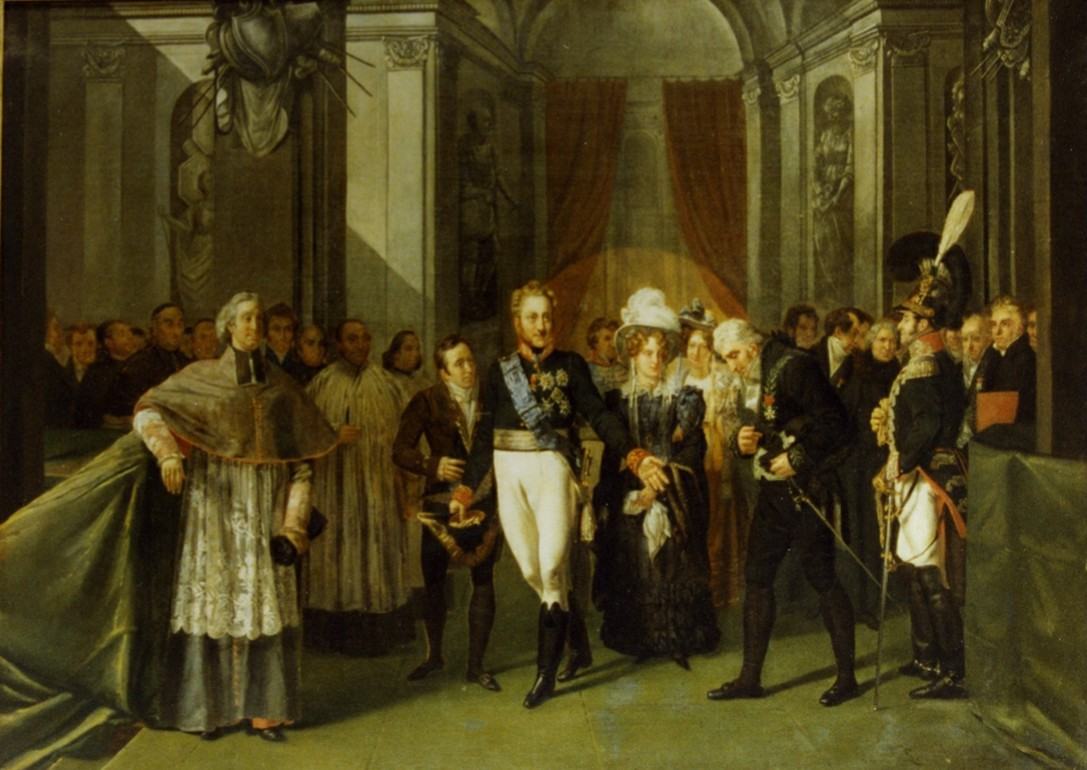
Louis Nicolas Lemasle, Ricevimento del principe Leopoldo di Borbone alla reggia di Parigi nel 1820.

Leopoldo di Borbone-Due Sicilie, nome completo Leopoldo Giovanni Giuseppe Michele di Borbone, principe di Salerno (Napoli, 2 luglio 1790 – Napoli, 10 marzo 1851), membro della casa dei Borbone, principe delle Due Sicilie e principe di Salerno. Fu l'unico figlio del re Ferdinando I che non si legò a nessuna casa reale europea e che condusse una vita tranquilla nella città di Napoli.

## Biografia

### Infanzia
Leopoldo era l'ottavo figlio di Ferdinando I (1751-1825), re del Regno delle Due Sicilie e della sua consorte Maria Carolina d'Asburgo-Lorena (1752-1814), al momento della sua nascita sovrani del Regno di Napoli e del Regno di Sicilia.
I suoi nonni paterni erano Carlo III di Spagna e Maria Amalia di Sassonia, quelli materni l'imperatrice d'Austria Maria Teresa d'Asburgo e Francesco I di Lorena.
Gli venne concesso il titolo di Principe di Salerno (1817), titolo dinastico che ricordava un antico titolo di origini medievali del Regno delle Due Sicilie.

### Giovinezza
Molto caro alla madre Maria Carolina che lo preferì al principe ereditario Francesco, si distinse sin da giovanissimo non solo per la sua natura bonaria, ma per l'immensa prodigalità e per la straordinaria capacità nel contrarre debiti, che fu la nota dominante di tutta la sua vita e diede sempre non poche preoccupazioni al bilancio privato borbonico. Durante il periodo murattiano, la corte di Napoli, rifugiata in Sicilia, gli affidò funzioni rappresentative, che non furono sempre fortunate. Assunse la carica di Commendatario della Commenda della Magione di Palermo e gli fu donata la real casina di Partinico. Nel luglio 1808 dal padre Ferdinando, che si considerava reggente presuntivo del trono spagnolo, venne nominato comandante del corpo di spedizione borbonico in Spagna, ma gli Inglesi non gli permisero di uscire da Gibilterra e di mettere piede in territorio spagnolo, da cui l'inglorioso ritorno a Palermo nel novembre dell'anno stesso; nel 1809 egli capeggiò formalmente la sfortunata spedizione anglo-borbonica nel golfo di Napoli. Nel 1813 accompagnò la madre in un avventuroso viaggio a Vienna, che fu raggiunta attraverso Costantinopoli e Odessa soltanto il 2 febbraio 1814 dopo otto mesi di peripezie. Qui Maria Carolina, che intendeva chiedere validi appoggi per la ricostituzione del regno borbonico, morì nel settembre dell'anno 1814.

### Matrimonio
Il 28 luglio del 1816, sposò nel castello di Schönbrunn l'arciduchessa Maria Clementina d'Asburgo-Lorena (1798-1881), figlia dell'imperatore Francesco II d'Asburgo-Lorena (1768-1835) e della sua seconda moglie Maria Teresa di Borbone-Napoli (1772-1807), sorella maggiore dello stesso Leopoldo.

### Restaurazione
Durante il periodo napoleonico seguì il padre a Palermo, e dal 1808 fu al comando dell'Armata dei volontari siciliani.
Durante la Restaurazione, Leopoldo assolse con qualche impegno dei compiti delicati: nel giugno 1815 egli fu il primo dei Principi borbonici a ricomparire nell'antica capitale e, nominato presidente del supremo consiglio di guerra per la ricostruzione dell'esercito e per la fusione degli elementi ex murattiani con quelli borbonici, diede prova di grande equilibrio. Malgrado le voci ricorrenti di congiure, che sarebbero state viste con simpatia dall'Austria, per una sua eventuale sostituzione nel trono al Duca di Calabria, il Principe - che era genero dell'Imperatore per averne sposato il 28 agosto 1816 una figlia, l'arciduchessa Maria Clementina - fu sempre legato al fratello, il cui atteggiamento cercò di difendere nei suoi colloqui con Metternich a Vienna nel 1821. 
Fu parimenti sempre lealissimo verso il nipote Ferdinando II, dal quale non solo gli fu confermato il comando generale della guardia reale che già aveva dal 1825, ma gli fu affidata dal 1834 la riorganizzazione e il comando in capo della guardia di interna sicurezza. Dal 1825 abitò a Palazzo Salerno.

### Ultimi anni e morte
Nel 1848, poiché questo corpo civico era destinato a trasformarsi nella guardia nazionale, venne esonerato dal comando: e ciò costituì un errore psicologico da parte del governo costituzionale, giacché il vecchio Principe, per la prodiga giovialità, era molto popolare tra i napoletani. Collezionista appassionato di quadri e di oggetti d'arte, legato soprattutto agli ambienti teatrali della città ed in ispecie ai comici del Teatro San Carlino (gli dedicarono versi Giulio Genoino e Filippo Cammarano; Pasquale Altavilla dedicò a lui l'edizione del suo Teatro), morì a Napoli il 10 marzo 1851. 

## Discendenza
Il principe Leopoldo e l'arciduchessa Maria Clementina d'Asburgo-Lorena ebbero quattro figli:
- una figlia nata morta nel 1819;
- Maria Carolina Augusta, nata nel 1822 e morta nel 1869, sposò nel 1844  il cugino Enrico d'Orléans, duca d'Aumale (1822-1897);
- Luigi Carlo nato e morto nel 1824;
- una figlia nata morta nel 1829.

Leopoldo ebbe anche un figlio illegittimo, Franz, nato dalla sua relazione con la danzatrice austriaca Fanny Elssler e morto suicida.

## Ascendenza
|                                 |                    |                                               | Genitori                                     |  |  | Nonni |  |  | Bisnonni            |  |  | Trisnonni              |  |
|                                 |                    |                                               |                                              |  |  |       |  |  | Filippo V di Spagna |  |  | Luigi, il Gran Delfino |  |
|                                 |                    |                                               |                                              |  |  |       |  |  | Filippo V di Spagna |  |  | Luigi, il Gran Delfino |  |
|                                 |                    | Maria Anna Vittoria di Baviera                |                                              |  |  |       |  |  | Filippo V di Spagna |  |  |                        |  |
| Carlo III di Spagna             |                    |                                               |                                              |  |  |       |  |  | Filippo V di Spagna |  |  |                        |  |
|                                 |                    | Elisabetta Farnese                            | Odoardo II Farnese                           |  |  |       |  |  |                     |  |  |                        |  |
|                                 |                    | Elisabetta Farnese                            | Odoardo II Farnese                           |  |  |       |  |  |                     |  |  |                        |  |
|                                 |                    | Elisabetta Farnese                            | Dorotea Sofia di Neuburg                     |  |  |       |  |  |                     |  |  |                        |  |
| Ferdinando I delle Due Sicilie  |                    | Elisabetta Farnese                            |                                              |  |  |       |  |  |                     |  |  |                        |  |
|                                 |                    | Augusto III di Polonia                        | Augusto II di Polonia                        |  |  |       |  |  |                     |  |  |                        |  |
|                                 |                    | Augusto III di Polonia                        | Augusto II di Polonia                        |  |  |       |  |  |                     |  |  |                        |  |
|                                 |                    | Augusto III di Polonia                        | Cristiana Eberardina di Brandeburgo-Bayreuth |  |  |       |  |  |                     |  |  |                        |  |
| Maria Amalia di Sassonia        |                    | Augusto III di Polonia                        |                                              |  |  |       |  |  |                     |  |  |                        |  |
|                                 |                    | Maria Giuseppa d'Austria                      | Giuseppe I d'Asburgo                         |  |  |       |  |  |                     |  |  |                        |  |
|                                 |                    | Maria Giuseppa d'Austria                      | Giuseppe I d'Asburgo                         |  |  |       |  |  |                     |  |  |                        |  |
|                                 |                    | Maria Giuseppa d'Austria                      | Guglielmina Amalia di Brunswick-Lüneburg     |  |  |       |  |  |                     |  |  |                        |  |
| Leopoldo delle Due Sicilie      |                    | Maria Giuseppa d'Austria                      |                                              |  |  |       |  |  |                     |  |  |                        |  |
|                                 | Leopoldo di Lorena | Carlo V di Lorena                             |                                              |  |  |       |  |  |                     |  |  |                        |  |
|                                 | Leopoldo di Lorena | Carlo V di Lorena                             |                                              |  |  |       |  |  |                     |  |  |                        |  |
|                                 | Leopoldo di Lorena | Eleonora Maria Giuseppina d'Austria           |                                              |  |  |       |  |  |                     |  |  |                        |  |
| Francesco I di Lorena           | Leopoldo di Lorena |                                               |                                              |  |  |       |  |  |                     |  |  |                        |  |
|                                 |                    | Elisabetta Carlotta di Borbone-Orléans        | Filippo I di Borbone-Orléans                 |  |  |       |  |  |                     |  |  |                        |  |
|                                 |                    | Elisabetta Carlotta di Borbone-Orléans        | Filippo I di Borbone-Orléans                 |  |  |       |  |  |                     |  |  |                        |  |
|                                 |                    | Elisabetta Carlotta di Borbone-Orléans        | Elisabetta Carlotta del Palatinato           |  |  |       |  |  |                     |  |  |                        |  |
| Maria Carolina d'Asburgo-Lorena |                    | Elisabetta Carlotta di Borbone-Orléans        |                                              |  |  |       |  |  |                     |  |  |                        |  |
|                                 |                    | Carlo VI d'Asburgo                            | Leopoldo I d'Asburgo                         |  |  |       |  |  |                     |  |  |                        |  |
|                                 |                    | Carlo VI d'Asburgo                            | Leopoldo I d'Asburgo                         |  |  |       |  |  |                     |  |  |                        |  |
|                                 |                    | Carlo VI d'Asburgo                            | Eleonora del Palatinato-Neuburg              |  |  |       |  |  |                     |  |  |                        |  |
| Maria Teresa d'Austria          |                    | Carlo VI d'Asburgo                            |                                              |  |  |       |  |  |                     |  |  |                        |  |
|                                 |                    | Elisabetta Cristina di Brunswick-Wolfenbüttel | Luigi Rodolfo di Brunswick-Lüneburg          |  |  |       |  |  |                     |  |  |                        |  |
|                                 |                    | Elisabetta Cristina di Brunswick-Wolfenbüttel | Luigi Rodolfo di Brunswick-Lüneburg          |  |  |       |  |  |                     |  |  |                        |  |
|                                 |                    | Elisabetta Cristina di Brunswick-Wolfenbüttel | Cristina Luisa di Oettingen-Oettingen        |  |  |       |  |  |                     |  |  |                        |  |
|                                 |                    | Elisabetta Cristina di Brunswick-Wolfenbüttel |                                              |  |  |       |  |  |                     |  |  |                        |  |